# Mayhem
Mayhem és una banda noruega de black metal formada el 1984 a Oslo. És una de les bandes pioneres d'aquest gènere i va formar part destacada de la primera onada de black metal noruec.

## Trajectòria
La carrera de Mayhem ha estat molt controvertida per les violentes posades en escena durant els concerts, pel suïcidi del vocalista Per 'Dead' Ohlin l'any 1991 i per l'assassinat d'Euronymous, guitarrista de la banda, l'any 1993 per Varg Vikernes, membre de Burzum, que havia tocat el baix a Mayhem.
Mayhem va publicar una demo i un EP molt influents que els va permetre disposar d'un grup de seguidors lleials en els seus concerts, esporàdics però notoris. Van atreure molta atenció arran de les cremes d'esglésies noruegues i els incidents violents que van envoltar l'escena del black metal de principis dels 90. Mayhem va plegar després de la mort d'Euronymous, poc després del seu àlbum debut, De Mysteriis Dem Sathanas, considerat un clàssic en el gènere del black metal.
Els antics components supervivents, Jan Axel Blomberg "Hellhammer", Jørn Stubberud "Necrobutcher" i Sven Erik Kristiansen "Maniac", van reprendre l'activitat del grup l'any 1995, amb Rune Eriksen "Blasphemer" reemplaçant Euronymous. Attila Csihar i Krister Dreyer "Morfeus" han rellevat Kristiansen i Eriksen, respectivament, durant els anys.
La música de Mayhem ha influït fortament el black metal i en la música metal en general. Els discos posteriors a la mort d'Euronymous s'han caracteritzat per un increment en l'experimentació. L'àlbum del 2007 Ordo Ad Chao va rebre el premi Spellemannprisen per al millor àlbum de metal.

## Discografia
Principals discos d'estudi
- Deathcrush (1987)
- De Mysteriis Dom Sathanas (1994)
- Wolf's Lair Abyss (1997)
- Grand Declaration of War (2000)
- Chimera (2004)
- Ordo ad Chao (2007)
- Esoteric Warfare (2014)
- Daemon (2019)